# Friedrich Schmidt (geolog)
Friedrich Bogdanovitj Schmidt (ryska Фёдор Богда́нович Шмидт Fjodor Bogdanovitj Sjmidt), född 15 januari 1832 i Kaisma, Livland, död 8 november 1908 i Sankt Petersburg, var en rysk (balttysk) naturforskare och forskningsresande. Auktorsnamnet F.Schmidt kan användas för Friedrich Schmidt (geolog) i samband med ett vetenskapligt namn inom botaniken; se Wikipediaartiklar som länkar till auktorsnamnet.
Schmidt blev filosofie doktor i Dorpat 1855 och docent 1858 samt var assistent vid botaniska trädgården där 1856-59. Han företog vidsträckta forskningsresor i norra Asien, en botanisk resa i Amurområdet och Sachalin 1859-63 och en geologisk resa kring norra Jenisej 1866-67 och grävde där 1866 ut kadavret av en mammut. Han inträdde i ryska Vetenskapsakademiens tjänst 1872 och blev ordinarie ledamot av nämnda akademi 1885. Han tilldelades Wollastonmedaljen 1902.
Hans huvudarbeten behandlar det ostbaltiska områdets silurbildningar och deras fauna, särskilt trilobiterna. Schmidt besökte Sverige flera gånger och bereste Gotland, vars siluriska lagerbyggnad han 1859 tolkade som en ganska jämn och flack stupning från nordnordväst till sydsydöst.